# Christina Jern
Christina Jern, född 1962, är en svensk professor och universitetsöverläkare verksam vid Sahlgrenska akademin, Göteborgs universitet och Sahlgrenska universitetssjukhuset, Västra Götalandsregionen. Hon installerades som professor i neurologi vid universitetets medicinska fakultet 2004.
I sin doktorsavhandling från 1991  undersökte Jern sambandet mellan stress och förändringar i blodet. Christina Jern upptäckte en relation mellan stress och blodets förmåga att koagulera. Vidare visade Jern att blodkroppars och blodplättars andel i blodet ökar genom stress, något som får blodet att tjockna lättare. Samtidigt gynnar stress produktionen av t-PA, en plasminogenaktivator, ett ämne som gör att blodet lättare löses upp. Jern forskar nu på hemostas och andra blodbiomarkörer vid stroke.